# Gray Davis

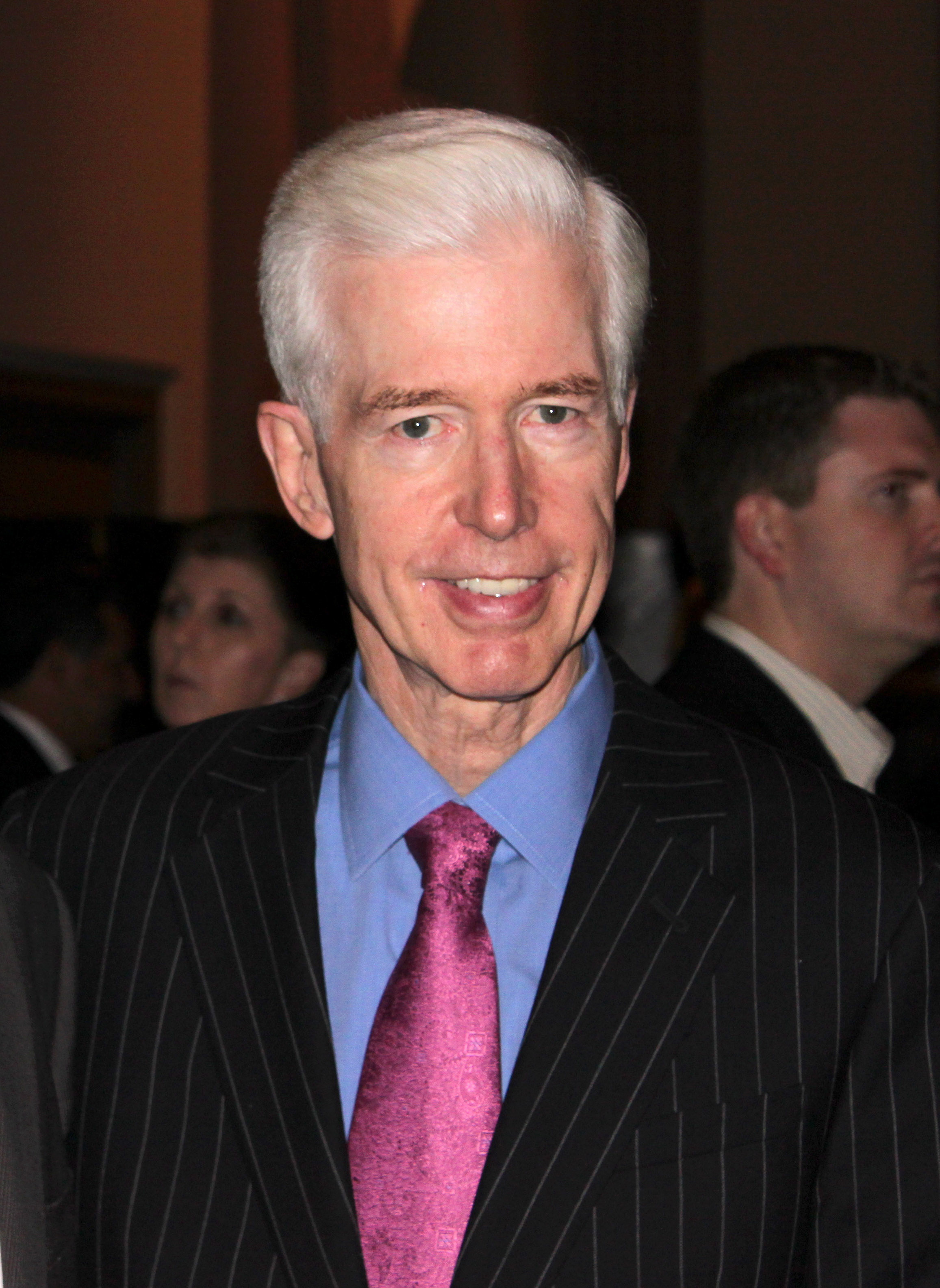
Gris Davis el setembre de 2010

Joseph Graham "Gris" Davis, Jr (nascut el 26 de desembre de 1942) és un polític nord-americà del Partit demòcrata que va ostentar el càrrec de 37é governador de Califòrnia, de 1999 a 2003.
Va nàixer al barri del Bronx i es traslladà a Califòrnia amb la seva família durant la seva joventut el 1984, va ser criat com a Catòlic Romà, la seva família va ser una dels tants milers que es van traslladar a la Costa Oest després de la II guerra mundial. Va conèixer a la seva dona actual, Sharon Ryer, mentre que en un avió preparava assumptes d'estat el 1978, essent aquesta auxiliar de vol, es van casar el 1983 al Palau de la cort Suprema de California.
Va ser elegit membre de l'oficina de l'assembleista del districte 43, que representen parts de Comtat de Los Angeles que inclou Beverly Hills 1983-7. Davis va advocar per una campanya popular per ajudar a trobar nens perduts mitjançant la col·locació de les seves fotografies en caixes de llet i bosses de supermercat.
Abans de ser governador, Davis es va ser Cap de Gabinet del governador Jerry Brown (1975-1981), i membre de l'assemblea estatal de Califòrnia (1983-1987), i contralor Estatal de Califòrnia (1987-1995), i el 44é tinent de governador de Califòrnia (1995-1999). Davis té una llicenciatura en història a la Universitat Stanford i un doctorat de l'Escola de Lleis de Columbia. Va ser guardonat amb una Estrella de Bronze pel seu servei com a capità en la guerra del Vietnam.
Durant el seu mandat, Davis va fer l'educació la màxima prioritat de govern i va dotar Califòrnia de vuit milions de dòlars més del que cal sota la Proposició 98 en el seu primer mandat. Davis va signar i impulsar la llei de la reducció d'emissions d'automòbils a California, la primera dels Estats Units d'aquestes característiques i va recolzar les lleis per prohibir les armes d'assalt.
També se li atribueix a la millora de les relacions entre Califòrnia i Mèxic. Davis va començar el seu mandat com a governador amb índexs d'aprovació molt forts, però aquests índexs disminuirien per la crisi elèctrica i la crisi pressupostària de Califòrnia.
Al juliol de 2003, un nombre suficient de signatures de ciutadans van ser recollits per una moció de destitució. L'impuls inicial per al retirar-lo del càrrec es va veure impulsada pels fons personals del congressista Darrell Issa, un republicà que s'esperava que l'emplaçaria com a governador, l'octubre del mateix any fou destituït amb un 55,4% de població a favor de la destitució, i es va convertir el primer governador "retirat a la força" en la història de Califòrnia, i el segon en la història dels EUA, juntament amb Davis Lynn Frazier de Dakota del Nord el 1921.
Davis va ser succeït pel republicà Arnold Schwarzenegger el 17 de novembre. Davis va passar 1778 dies com a governador, i va aprovar 5132 lleis de 6244, i va vetar 1112 projectes de llei. Des que va ser nomenat, Davis ha treballat com a professor convidat a l'Escola d'Afers Públics d'UCLA i com advocat en Loeb & Loeb.
El 23 d'abril de 2007, Davis va ser nomenat membre del Consell d'Administració de l'empresa d'animació DIC Entertainment, com a director no executiu.
El 21 de maig de 2009, Davis va ser el principal orador en la cerimònia de graduació de l'Escola de Lleis de Columbia.